# Kalte Progression

Kalte Progression im Zeitablauf bei 2 % Preissteigerung und 2 % Einkommenserhöhung pro Jahr.
Teil 1: ohne Kompensation
Teil 2: mit Kompensation

Kalte Progression ist die Steuermehrbelastung, die im zeitlichen Verlauf entsteht, wenn die Eckwerte eines progressiven Steuertarifes nicht an die Preissteigerungsrate angepasst werden. Im weiteren Sinne wird darunter auch die Steuermehrbelastung verstanden, die dann eintritt, wenn die Tarifeckwerte nicht an die durchschnittliche Einkommensentwicklung angepasst werden. Dagegen gehört jene progressive Besteuerung, die lediglich auf die Einkommensunterschiede zwischen den Steuerpflichtigen in ein und demselben Veranlagungszeitraum abzielt, nicht zu diesem Sachverhalt.
Der höheren Belastung der Steuerzahler stehen höhere Steuereinnahmen des Staates gegenüber.

## Definition
Zum besseren Verständnis muss zunächst zwischen zwei Begriffen unterschieden werden:
- Nominaleinkommen (Das ist das in Geld bewertete Einkommen ohne Berücksichtigung der tatsächlichen Kaufkraft.)
- Realeinkommen (Das entspricht den Waren und Dienstleistungen, die man aufgrund der aktuellen Preise kaufen kann.)

### Kalte Progression im engeren Sinne

Relative Belastung durch die kalte Progression aufgrund der progressiven Einkommensteuer

Die kalte Progression im engeren Sinne ist die Steuermehrbelastung, die im Zeitablauf dann eintritt, wenn bei einem progressiven Einkommensteuertarif der Grundfreibetrag und die Tarifkennlinie nicht an die Preissteigerungsrate angepasst werden. In der nebenstehenden Grafik wird die relative Belastung durch die kalte Progression in Abhängigkeit von dem zu versteuernden Einkommen und der Inflation dargestellt. Die kalte Progression führt vor allem bei unteren und mittleren Einkommen zu einer relativ höheren Belastung durch die Einkommensteuer, wobei die Auswirkung am Endpunkt einer Progressionszone am höchsten ist.
Dabei besteht das Problem, einen Wert für die tatsächlich relevante Inflation zu ermitteln. Verschiedentlich wird unterstellt, staatliche Stellen würden die tatsächliche Inflation verschleiern und zu niedrige Werte veröffentlichen. Abgesehen von der hier oft angeführten hedonischen Methode und Umschichtungen im Warenkorb hängt die individuelle Teuerungsrate auch vom jeweiligen Konsumverhalten ab. Jemand mit geringem Einkommen hat ein anderes Konsumverhalten als jemand mit mittlerem oder hohem Einkommen. Anstelle der Annahme eines einzigen Wertes für die Preissteigerung über alle Einkommensklassen kann es daher sinnvoll sein, für die unterschiedlichen Einkommensgruppen auch unterschiedliche Inflationsraten zu verwenden.

### Kalte Progression im weiteren Sinne
Von der kalten Progression im engeren Sinne wird in der Fachliteratur die kalte Progression im weiteren Sinne unterschieden. Dies ist die Steuermehrbelastung, die dann eintritt, wenn Grundfreibetrag und Tarifkennlinie nicht an die durchschnittliche Entwicklung des Nominaleinkommens angepasst werden. In diesem Fall wächst das Steueraufkommen stärker als die Bemessungsgrundlage. Darum wird die kalte Progression im weiteren Sinne auch heimliche Steuererhöhung genannt.
Ob der Steuertarif regelmäßig an die nominale Einkommensentwicklung angepasst werden sollte, ist umstritten. Je nach Tarifstruktur könnte es als sinnvoll angesehen werden, Entlastungen stärker im unteren und mittleren Einkommensbereich zu konzentrieren.

### Missverständnisse
Eine Lohnerhöhung führt unter keinen Umständen dazu, dass nach einer Erhöhung des Bruttolohns der Nettolohn niedriger ist als vorher, auch wenn dieser Eindruck in der öffentlichen Diskussion, vor allem von Politikern und einigen Medien, immer wieder erweckt wird. Jedoch bewirkt die kalte Progression eine Verringerung des Realeinkommens, wenn die Einkommenssteigerung nach Steuerabzug nicht höher ist als die Inflationsrate. Daher wird dies teilweise als ein Problem der Einkommensentwicklung und nicht des Steuersystems gesehen. Einzelheiten können dem Abschnitt Berechnung entnommen werden.
Eine Kompensation der kalten Progression führt nicht zwangsläufig zu Mindereinnahmen des Staates, wenn die Zunahme der Steuereinnahmen auf den reinen Ausgleich der Inflation beschränkt wird und die Einkommen entsprechend steigen. Ein Verzicht auf die Kompensation der kalten Progression führt dagegen bei steigenden Einkommen zu einer heimlichen Steuererhöhung.

### Abgrenzung der normalen Progression zur kalten Progression
Durch progressive Einkommensbesteuerung, kurz normale Progression genannt, wird die Ungleichverteilung der Einkommen mehr oder weniger stark vermindert. Das führt zu einer Umverteilung durch eine stärkere Belastung höherer Einkommen. Die normale Progression zielt auf die Einkommensunterschiede zwischen den Steuerpflichtigen in ein und demselben Veranlagungszeitraum ab.
Im Gegensatz hierzu führt die kalte Progression aber vor allem bei unteren und mittleren Einkommen zu einer relativ höheren Belastung. Die kalte Progression wirkt über die Veränderungen im zeitlichen Verlauf, besonders wenn diese über mehrere Jahre aufsummiert werden.
In einer Studie der Konrad-Adenauer-Stiftung wird gezeigt, dass die relative Belastung durch die kalte Progression an den jeweiligen Endpunkten der Progressionszonen am höchsten ist. Die Mehrbelastung bei 1,5 % Inflation bewegt sich im Brutto-Einkommensbereich von etwa 13.000 bis 75.000 Euro im Intervall von 0,15 bis 0,2 Prozent für das Jahr 2014. Die Grafiken in den Abschnitten weiter unten zeigen diesen Sachverhalt in ähnlicher Weise bezogen auf das zu versteuernde Einkommen bei einer Preissteigerungsrate von 2 % im Bezug auf den Verlust an Realeinkommen.
Die kalte Progression führt also durch die unterbliebene Anpassung an die Preis- und Lohnentwicklung zu einer höheren Belastung der unteren und mittleren Einkommensbereiche, besonders über längere Zeitabschnitte betrachtet. Die Unterschiede zwischen den Steuerpflichtigen in ein und demselben Veranlagungszeitraum werden dann tendenziell immer geringer, was dem ursprünglichen Zweck der normalen Progression widerspricht.

### Berechnung
Als Vergleichswert zur Beurteilung der Wirkung der „kalten Progression“ dient entweder ein Realeinkommensindex oder eine Änderungsrate (relative Änderung) im Vergleich zu einem früheren Bezugszeitpunkt (meist Vorjahr).
Die Änderung des Realeinkommens (verursacht durch kalte Progression) wird folgendermaßen berechnet:
{\displaystyle \Delta E_{R}={\frac {\text{Einkommensindex}}{\text{Preisindex}}}-1={\frac {1+\Delta E_{nSt}}{1+\Delta P}}-1}
Dabei ist
{\displaystyle \Delta E_{R}} = Relative Änderung des Realeinkommens
{\displaystyle \Delta E_{nSt}} = Relative Änderung des Einkommens nach Steuer
{\displaystyle \Delta P} = Relative Änderung der Preise
Allgemeines Beispiel 1

Änderung des Realeinkommens durch die kalte Progression bei einer angenommenen Preissteigerungsrate von 2 % und einer Lohnerhöhung

In der nebenstehenden Grafik ist vereinfachend eine Inflation von 2 % angenommen. Eine Steigerung des Nominaleinkommens in Höhe der Inflationsrate führt in diesem Fall zu einer höheren Einkommensteuer, obwohl das Realeinkommen und damit die wirtschaftliche Leistungsfähigkeit des Steuerpflichtigen nicht gestiegen ist. Bei unverändertem Nominaleinkommen bleibt auch die Einkommensteuer unverändert, obwohl das Realeinkommen aufgrund der Inflation sinkt.
Beispiel: Die Inflation betrage in einem Jahr 2 Prozent. Ein Steuerpflichtiger erziele im selben Jahr einen Zuwachs des Nominaleinkommens vor Steuer von ebenfalls 2 Prozent. Damit wäre ein Kaufkraftausgleich erreicht, wenn nicht wegen seines höheren Nominaleinkommens seine Steuerbelastung aufgrund des progressiven Tarifs anstiege. Nach Abzug der Mehrsteuer hat er trotz eines höheren Nominaleinkommens eine geringere Kaufkraft.
Allgemeines Beispiel 2
Betrug das Einkommen nach Steuer (nominal) im letzten Jahr 10.000 Euro und im aktuellen Jahr 10.200 Euro, so beträgt die relative Änderung des Einkommens nach Steuer 2 %. Haben sich auch die Preise um 2 % erhöht, so gilt
{\displaystyle \Delta E_{R}={\frac {1{,}02}{1{,}02}}-1=0} (Realeinkommen bleibt gleich)
Ändert sich jedoch durch die Progressionswirkung (höherer Steuersatz) das Einkommen nach Steuer (nominal) im aktuellen Jahr nur auf 10.100 Euro (plus 1 %), so entsteht ein Verlust an Kaufkraft:
{\displaystyle \Delta E_{R}={\frac {1{,}01}{1{,}02}}-1=-0{,}009804\approx -0{,}98\,\%} (Realeinkommen sinkt)
Es wäre jedoch falsch, zu glauben, man hätte durch Verzicht auf die Lohnerhöhung ein höheres Realeinkommen. Dann würde das Einkommen nach Steuer (nominal) auch im aktuellen Jahr nur 10.000 Euro betragen. Dann würde gelten
{\displaystyle \Delta E_{R}={\frac {1{,}00}{1{,}02}}-1=-0{,}01961\approx -1{,}96\,\%} (Realeinkommen würde noch stärker sinken)
Steigt das Einkommen nach Steuer (nominal) auf 10.400 Euro (plus 4 %), so gilt dagegen
{\displaystyle \Delta E_{R}={\frac {1{,}04}{1{,}02}}-1=+0{,}01961\approx +1{,}96\,\%} (Realeinkommen steigt)
Definitionsgemäß soll bei der Berechnung der Wirkung der „kalten Progression“ nur die durch den Steuertarif verursachte reale Einkommensänderung bestimmt werden. Änderungen des Bruttoeinkommens wirken sich nicht in gleicher Weise auf die Steuerbemessungsgrundlage aus, wenn sich beispielsweise Freibeträge im Zeitablauf ändern. Daher dürfen andere Effekte, die durch Änderung von Freibeträgen (Werbungskosten, Sonderausgaben, Vorsorgepauschale) oder Steuerermäßigungen (individuelle Abzugsbeträge direkt von der tariflichen Einkommensteuer) entstehen, nicht berücksichtigt werden. Es sind nur diejenigen Berechnungsvorschriften anzuwenden, die direkt zum Einkommensteuertarif gehören. Damit werden die Änderung des Steuerbetrages, des Einkommens nach Steuer und des Realeinkommens berechnet. Das folgende Beispiel soll das verdeutlichen:
Allgemeines Beispiel 3
- Angenommen sei eine Preissteigerungsrate von 2 %/Jahr.
- Nominaleinkommen (2009) = 24.000 Euro/Jahr[10]
- Steuersatz (2009) = 19,8 %[13]
- Steuersatz (2013) = 21,3 % (bei Einkommenssteigerung um 2 %/Jahr)

In den folgenden Tabellen ist die Berechnung mit zwei verschiedenen Änderungen des Einkommens dargestellt. Sind Preissteigerungsrate und Löhnerhöhungsrate gleich groß, so kann man die „kalte Progression im engeren Sinne“ berechnen:
| Jahr | Änderung Preise | Änderung Einkommen vor Steuer | Durchschnitt- Steuersatz | Einkommen vor Steuer (nominal) | Steuer- betrag (nominal) | Änderung Steuer- betrag | Einkommen nach Steuer (nominal) | Änderung Einkommen nach Steuer | Änderung (real) |
| ---- | --------------- | ----------------------------- | ------------------------ | ------------------------------ | ------------------------ | ----------------------- | ------------------------------- | ------------------------------ | --------------- |
| 2009 |                 |                               | 19,8 %                   | 24.000 €                       | 4.745 €                  |                         | 19.255 €                        |                                |                 |
| 2010 | +2,0 %          | +2,0 %                        | 20,1 %                   | 24.480 €                       | 4.920 €                  | +3,69 %                 | 19.560 €                        | +1,58 %                        | −0,41 %         |
| 2011 | +2,0 %          | +2,0 %                        | 20,4 %                   | 24.970 €                       | 5.098 €                  | +3,62 %                 | 19.872 €                        | +1,59 %                        | −0,40 %         |
| 2012 | +2,0 %          | +2,0 %                        | 20,9 %                   | 25.469 €                       | 5.312 €                  | +4,20 %                 | 20.157 €                        | +1,44 %                        | −0,55 %         |
| 2013 | +2,0 %          | +2,0 %                        | 21,3 %                   | 25.978 €                       | 5.532 €                  | +4,14 %                 | 20.446 €                        | +1,44 %                        | −0,55 %         |

Ist die Lohnerhöhungsrate größer als die Preissteigerungsrate, so handelt es sich um die „kalte Progression im weiteren“ Sinne. Hierbei gibt es unterschiedliche Meinungen, ob dieser Teil der Progression gewünscht oder unerwünscht ist.
| Jahr | Änderung Preise | Änderung Einkommen vor Steuer | Durchschnitt- Steuersatz | Einkommen vor Steuer (nominal) | Steuer- betrag (nominal) | Änderung Steuer- betrag | Einkommen nach Steuer (nominal) | Änderung Einkommen nach Steuer | Änderung (real) |
| ---- | --------------- | ----------------------------- | ------------------------ | ------------------------------ | ------------------------ | ----------------------- | ------------------------------- | ------------------------------ | --------------- |
| 2009 |                 |                               | 19,8 %                   | 24.000 €                       | 4.745 €                  |                         | 19.255 €                        |                                |                 |
| 2010 | +2,0 %          | +4,0 %                        | 20,4 %                   | 24.960 €                       | 5.095 €                  | +7,38 %                 | 19.865 €                        | +3,17 %                        | +1,15 %         |
| 2011 | +2,0 %          | +4,0 %                        | 21,3 %                   | 25.958 €                       | 5.523 €                  | +8,40 %                 | 20.435 €                        | +2,87 %                        | +0,85 %         |
| 2012 | +2,0 %          | +4,0 %                        | 22,1 %                   | 26.997 €                       | 5.972 €                  | +8,13 %                 | 21.025 €                        | +2,88 %                        | +0,87 %         |
| 2013 | +2,0 %          | +4,0 %                        | 22,9 %                   | 28.077 €                       | 6.439 €                  | +7,82 %                 | 21.638 €                        | +2,91 %                        | +0,90 %         |

Da in diese Berechnungen drei variable Größen eingehen, gibt es auch drei Möglichkeiten, den Realeinkommensverlusten entgegenzuwirken:
- Erhöhung der Einkommen oder Änderung der Einkommensverteilung
- Senkung der Verbraucherpreise
- Änderung des Tarifverlaufs

Welche Maßnahme als die Beste anzusehen ist, wird in der politischen Auseinandersetzung jeweils kontrovers diskutiert. Dieser Artikel behandelt vorwiegend den Tarifverlauf.

## Beseitigungsmöglichkeit

### Allgemein
Heimliche Steuererhöhungen durch kalte Progression können durch Anpassung des Einkommensteuertarifs an die Kaufkraftentwicklung vermieden werden. Um eine ständige Diskussion um eine Anpassung zu vermeiden, schlagen einige Stimmen einen automatischen Anpassungsmechanismus vor (→ Indexierung). So schlug beispielsweise das Institut für Angewandte Wirtschaftsforschung eine Kopplung an die Preissteigerung oder an die Wachstumsrate des Volkseinkommens vor. Einige Autoren nennen das einen „Tarif auf Rädern“. Dabei wird vom Bundesfinanzministerium allerdings die Gefahr der Inflationsförderung gesehen.
Das Problem ließe sich auch durch die Abschaffung der Steuerprogression lösen, beispielsweise durch die Einführung eines Einheitssteuersatzes oder einer Pauschalsteuer, jeweils ohne Grundfreibetrag. Diese Vorschläge werden allerdings als sozial ungerecht kritisiert, da eine Besteuerung nach der Leistungsfähigkeit durch die Einheitssteuer nicht ausreichend und durch die Pauschalsteuer überhaupt nicht erfolge. Die Regierung der britischen Premierministerin Margaret Thatcher führte Ende der 1980er Jahre in Großbritannien die Kopfsteuer community charge (besser bekannt als poll tax) ein. Jedoch weigerten sich 18 Millionen Briten, die Steuer zu bezahlen, und es kam zu gewalttätigen Protesten. Letztendlich war die community charge ausschlaggebend für die Krise und den Rücktritt der Regierung Thatcher. Sie wurde 1993 durch die Gemeindesteuer (council tax) ersetzt.

### Entwicklung in Deutschland
Die Einkünfte in Deutschland hatten sich von 1975 bis 1989 verdoppelt, während der Eckwert von 130.020 DM (66.480 €), bei dem der Spitzensteuersatz von 56 % zu wirken begann, gleich geblieben war. Dies bedeutete, dass immer mehr Steuerpflichtige in einen höheren Steuersatz „hineinwuchsen“. Ab 1990 wurde diese Situation durch Änderung des Tarifverlaufes gemildert. Die Einführung eines linear-progressiven Tarifes beseitigte 1990 den so genannten „Mittelstandsbauch“. In den Folgejahren bis heute wurde dieser Verlauf jedoch immer wieder verändert.
Von 1999 bis 2005 wurden die Einkommensteuersätze unter der Regierung Schröder/Fischer stark gesenkt (siehe folgende Diagramme). Seit 2004 gibt es durch den nur noch abschnittsweise linear-progressiven Tarif einen Knick, der in der politischen Diskussion teilweise wieder als „Mittelstandsbauch“ bezeichnet wird. Unter der Regierung Merkel/Steinmeier wurde dieser Verlauf bis 2008 für zu versteuernde Jahreseinkommen unter 250.000 Euro beibehalten. Für 2009 und 2010 wurde der Eingangssteuersatz auf 14 % gesenkt, der Grundfreibetrag leicht auf 8.004 Euro und die oberen Eckwerte auf 52.881 Euro und 250.730 Euro erhöht (Tarif 2010). In den Jahren 2013 bis 2015 wurde lediglich der Grundfreibetrag erhöht, ohne den übrigen Tarifverlauf zu ändern. Für 2016 wurden neben dem Grundfreibetrag zwar auch die übrigen Eckwerte angepasst, dabei kamen jedoch unterschiedliche Faktoren zur Anwendung. So wurde beispielsweise der obere Eckwert lediglich um 1,48 Prozent auf 53.666 Euro angehoben, während die Anhebung beim Grundfreibetrag 2,12 Prozent betrug.
Eine automatische Anpassung an die Inflationsrate gibt es nach wie vor nicht. Vielfach wird dazu ausgeführt, eine solche automatische Anpassung benötige keine „Gegenfinanzierung“, weil es hierbei lediglich darum gehe, über den reinen Inflationsausgleich hinaus keine weiteren Steuereinnahmen zu generieren. Stattdessen seien die Mehreinnahmen durch die kalte Progression jedes Jahr bei den Haushaltsplanungen fest eingeplant und Forderungen nach der Abschaffung der kalten Progression würden regelmäßig mit der sachlich unzutreffenden Forderung nach einer „Gegenfinanzierung“ abgeblockt. Teilweise wird auch ausgeführt, de facto sei die kalte Progression seit 1991 in fast allen Fällen durch die Steuerpolitik deutlich überkompensiert worden. Im politischen Diskurs werde die kalte Progression daher häufig nur dazu missbraucht, um ganz allgemein Steuersenkungen zu fordern.

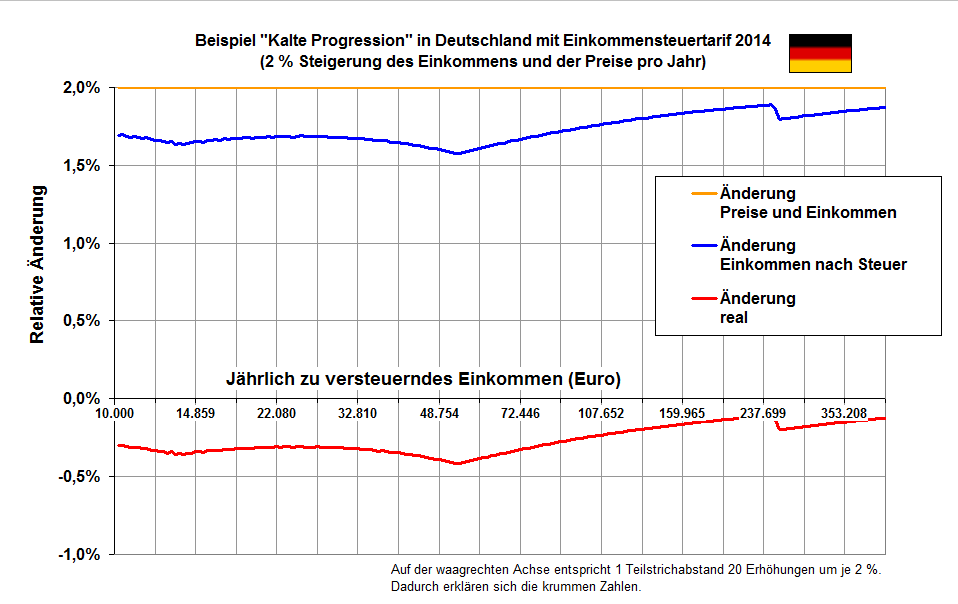
Beispiel „kalte Progression“ in Deutschland (Steigerungsrate 2 %/Jahr für zvE[10] und Preise)
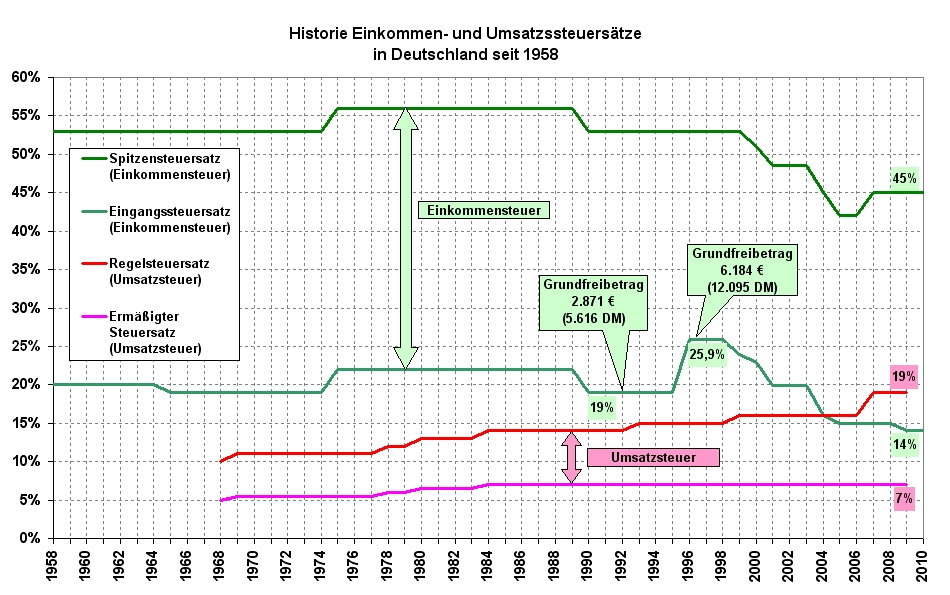
Eingangs- und Spitzensteuersätze seit 1958 (Umsatzsteuer zum Vergleich)
Einkommensteuertarifreform 1990 in Deutschland (Beseitigung des „Mittelstandsbauches“)
Tarifverläufe von 1990 bis 2014 bei zvE[10] bis zu 30.000 Euro/Jahr (Tarifknick bei 13.469 Euro).
Tarifverläufe von 1990 bis 2014 bei zvE[10] bis zu 70.000 Euro/Jahr (mit Beispiel).
Tarifverläufe von 1990 bis 2014 bei zvE[10] bis zu 300.000 Euro/Jahr (mit Beispiel).

Die FDP forderte vor der Bundestagswahl 2009 die Einführung eines Stufentarifs wie beispielsweise in Österreich, der aber für sich alleine das Problem der kalten Progression nicht löst. Der Gesetzgeber sollte deshalb verpflichtet werden, alle zwei Jahre den Steuertarif zu überprüfen und gegebenenfalls anzupassen.
Nach einer Studie des Bundesfinanzministeriums betrug die jährliche Belastung im Jahr 2013 durch die kalte Progression infolge niedriger Inflation pro Kopf im Durchschnitt 16 Euro, 2014 wirke sie sich durch Erhöhung des steuerfreien Existenzminimums gar nicht aus. Dies werde auch für die beiden Folgejahre erwartet.
Die folgende Tabelle stellt den zeitlichen Verlauf ausgesuchter Eckwerte im Verhältnis zum Durchschnittsentgelt dar. Der Solidaritätszuschlag ist nicht eingerechnet. Dabei ist zu beachten, dass es sich beim Durchschnittsentgelt um einen Mittelwert von Bruttoeinkommen handelt, während die Tarifeckwerte das zu versteuernde Einkommen darstellen. Ein Vergleich ist daher nicht direkt möglich. Die folgende Tabelle zeigt somit nur einen Trend.
| Jahr       | Durch- schnitts- entgelt (West) | Grund- frei- betrag | Anteil des Grund- freibetrags vom Durch- schnitts- entgelt | Ende der Progressions- zone | Grenz- steuersatz am Ende der Progressions- zone | Ende der Progressions- zone relativ zum Durchschnitts- entgelt | Progres- sions- breite | Beitrags- bemessungs- grenze in der Renten- versicherung (West) | Beitrags- bemessungs- grenze RV relativ zum Durchschnitts- entgelt |
| ---------- | ------------------------------- | ------------------- | ---------------------------------------------------------- | --------------------------- | ------------------------------------------------ | -------------------------------------------------------------- | ---------------------- | --------------------------------------------------------------- | ------------------------------------------------------------------ |
| 1960 (DM)  | 6 101                           | 1 680               | 28 %                                                       | 110 040                     | 53 %                                             | 18,04                                                          | 65,50                  | 10 200                                                          | 1,67                                                               |
| 1970 (DM)  | 13 343                          | 1 680               | 13 %                                                       | 110 040                     | 53 %                                             | 8,25                                                           | 65,50                  | 21 600                                                          | 1,62                                                               |
| 1980 (DM)  | 29 485                          | 3 690               | 13 %                                                       | 130 000                     | 56 %                                             | 4,41                                                           | 36,23                  | 50 400                                                          | 1,71                                                               |
| 1990 (DM)  | 41 946                          | 5 616               | 13 %                                                       | 120 042                     | 53 %                                             | 2,86                                                           | 21,38                  | 75 600                                                          | 1,80                                                               |
| 1996 (DM)  | 51 678                          | 12 095              | 23 %                                                       | 120 042                     | 53 %                                             | 2,32                                                           | 9,92                   | 96 000                                                          | 1,86                                                               |
| 2000 (DM)  | 54 256                          | 13 499              | 25 %                                                       | 114 696                     | 51 %                                             | 2,11                                                           | 8,50                   | 103 200                                                         | 1,90                                                               |
| 2010 (EUR) | 31 144                          | 8 004               | 26 %                                                       | 52.882 (250 731)            | 42 % (45 %)                                      | 1,70 (8,05)                                                    | 6,61 (29,6)            | 66 000                                                          | 2,12                                                               |
| 2016 (EUR) | 36 267                          | 8 652               | 24 %                                                       | 53 665 (254 447)            | 42 % (45 %)                                      | 1,48 (7,02)                                                    | 6,20 (29,4)            | 74 400                                                          | 2,05                                                               |

Die deutliche Anhebung des Grundfreibetrags im Jahr 1996 ist auf die Rechtsprechung des Bundesverfassungsgerichts zurückzuführen. Seitdem schwankt der Grundfreibetrag in Relation zum Durchschnittsentgelt nur noch in einem kleinen Korridor und entspricht auch fast wieder dem Verhältnis von 1960. Im Gegensatz dazu hat sich das Verhältnis vom Ende der Progressionszone zum Durchschnittsentgelt im Lauf der Jahre immer weiter verringert. Analog dazu hat auch die Breite der Progressionszone abgenommen. Verschiedene Quellen sehen darin eine Ursache für die kalte Progression. Dabei ist jedoch nicht berücksichtigt, dass der Grenzsteuersatz am Ende der linearen Progressionszone von 53 % auf 42 % gesenkt worden ist, was eine steuerliche Entlastung bewirkte.
Die Beitragsbemessungsgrenze in der Rentenversicherung ist hier exemplarisch als ein weiterer Eckwert angeführt, der in einem engen Zusammenhang zur Lohnentwicklung steht. Offensichtlich erfolgt hier eine regelmäßige Anpassung, die sogar über die reine Adaption an die Lohnentwicklung hinausgeht.
Die langjährige politische Debatte hat dazu geführt, dass Mitte 2015 der damalige Bundesfinanzminister Schäuble ankündigte, die kalte Progression ab dem Jahr 2016 regelmäßig zu dämpfen. Dem folgend wurde in allen Einkommensteuertarifen der Jahre 2016 bis 2022 die Verbraucherpreisinflation berücksichtigt. Schätzungen zufolge haben diese Tarifindexierung die Steuerzahler im Zeitraum 2016 bis 2021 um insgesamt rund 32 Mrd. Euro entlastet, wobei die Entlastungssummen Jahr für Jahr steigen (2016: geschätzt 1,4 Mrd. Euro, 2021: geschätzt 9,6 Mrd. Euro).

### Situation in Österreich

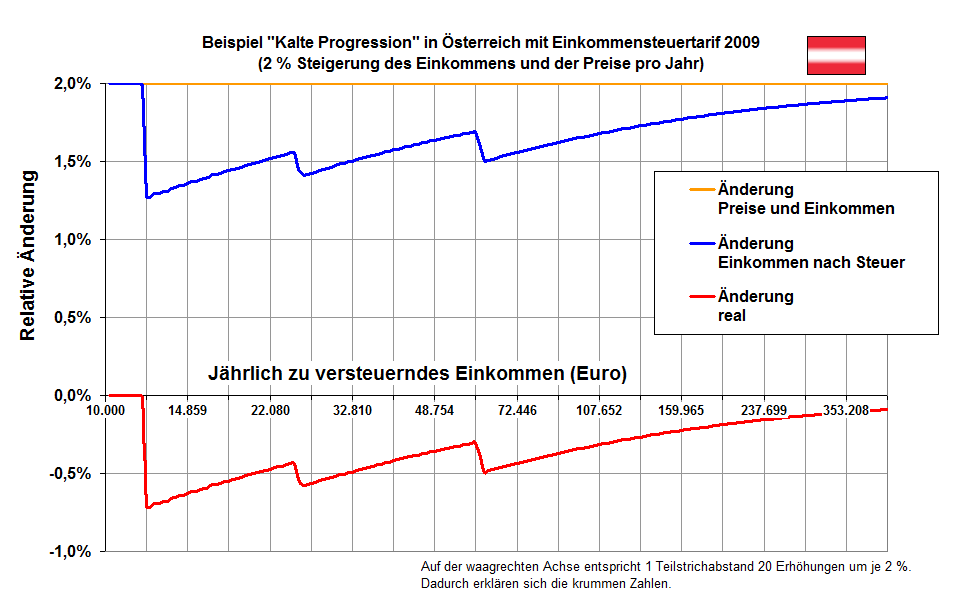
Beispiel für „kalte Progression“ in Österreich mit dem Tarif 2009 (Steigerungsrate 2 %/Jahr für zvE und Preise)

Einkommensteuertarif 2016 im Vergleich zu 2009 in Österreich

In Österreich gibt es im Einkommensteuerrecht einen Stufentarif (stufig-progressiver Tarif), der ebenfalls eine kalte Progression auslösen kann. Diese ist an den Übergangsstellen zwischen den Stufen besonders hoch. Die Grafik rechts zeigt, dass die relativen Verluste am Realeinkommen im Bereich der Stufen höher sind als daneben. Das Problem muss hier durch eine geeignete Verschiebung der Eckwerte der Stufen gelöst werden.
Mit 1. Jänner 2023 wurde die kalte Progression vorerst abgeschafft. Um 2/3 der errechneten Inflation für den Zeitraum von Juli des vorangegangenen Jahres bis Juni des laufenden Jahres werden die Steuerstufen automatisch angepasst. Über die Verwendung des restlichen Drittels wird jährlich ein Gesetzesbeschluss entscheiden.
Ein vollzeitbeschäftigter Arbeitnehmer mit einem Jahres-Medianeinkommen (2021) von 45.595 Euro brutto profitiert im Jahr 2023 mit 369 Euro. 2025 fiel der Entschluss teilweise diese Reform ab 2026 wieder zurückzunehmen um finanzielle Mittel für die Sanierung des Staatshaushaltes zu lukrieren.

### Situation in der Schweiz
In der Schweiz existieren rechtliche Bindungen des Gesetzgebers an einen periodischen Ausgleich der kalten Progression (Art. 128 Abs. 3 BV, Art. 39 DBG). Sobald die kumulierte Teuerung 7 Prozent über dem letzten Stand liegt, muss der Steuertarif angepasst sein. Seit 2010 wird die kalte Progression für die Bundessteuer jährlich ausgeglichen, was einige Kantone schon ehedem für die weitaus höhere Staatssteuer und die daran gekoppelte Gemeindesteuer taten. Ähnliche Regelungen zum Ausgleich der kalten Progression gibt es beispielsweise in Frankreich und in Kanada.

### Situation in anderen Ländern
Auch in einigen anderen Staaten existieren verbindliche Regelungen zum Abbau der kalten Progression. Dabei werden der Einkommensteuertarif und wichtige Steuerabzugsbeträge regelmäßig an die allgemeine Preisentwicklung oder die durchschnittliche Einkommensentwicklung angepasst. Dieses Verfahren wird auch als Indexierung bezeichnet. Eine gesetzlich vorgeschriebene Indexierung des Einkommensteuertarifs gibt es beispielsweise in den USA, Kanada, Belgien, Dänemark und den Niederlanden.